# Björketorp
Björketorp è un'area urbana della Svezia situata nel comune di Mark, contea di Västra Götaland.
La popolazione rilevata nel censimento 2010 era di 467 abitanti .